# Залегощь (станция)
Залегощь — железнодорожная станция примыкающих однопутных тепловозных линий Орёл — Верховье, расположена в 64 км от Орла в одноимённом посёлке городского типа.
Станция относится к Орловско-Курскому региону Московской железной дороги. В 2003 году разобрана северная путь на остановку северной платформы.

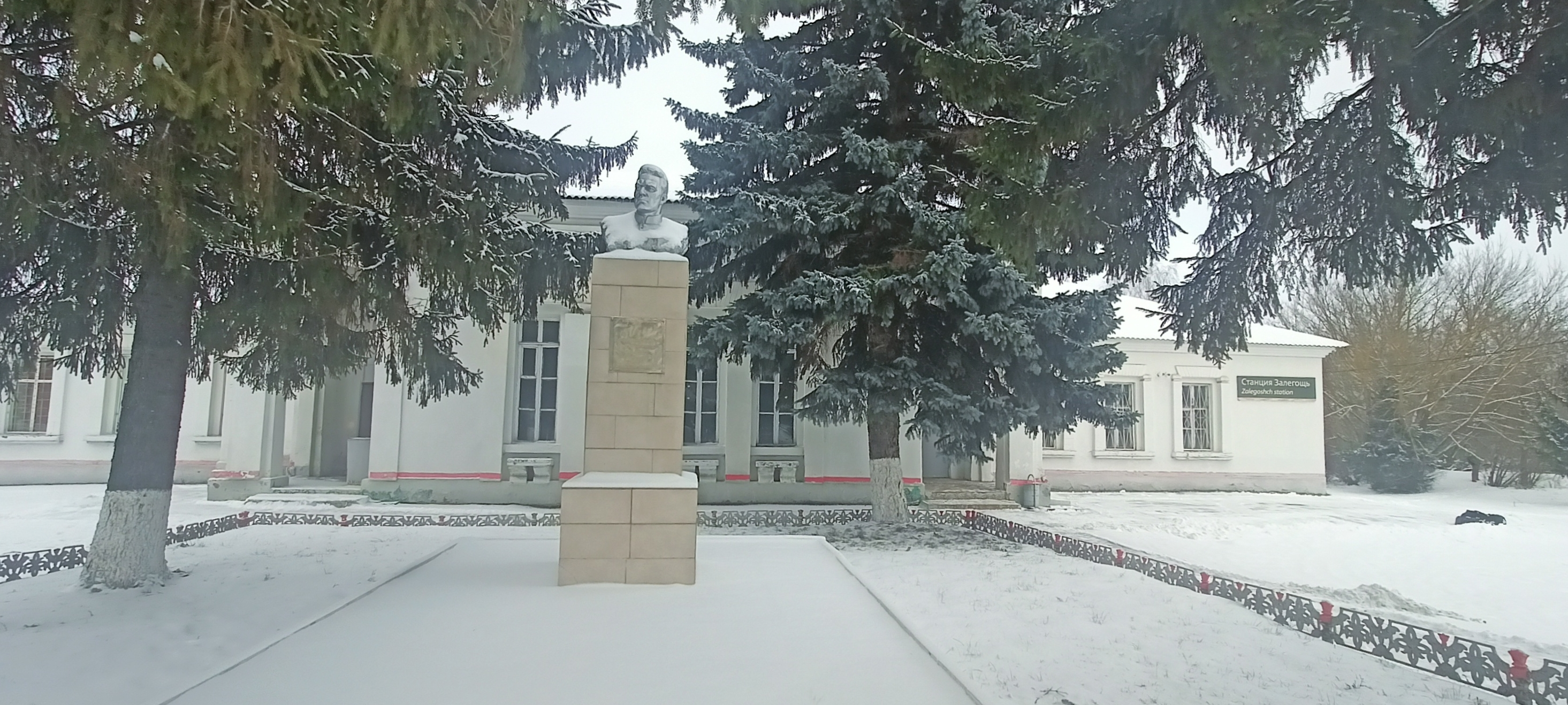
Станция Залегощь

## Пригородное сообщение (на Верховье)
По состоянию на 2022 год пригородное сообщение осуществляется по направлениям:
| Направление     | Отправление (на Залегощь) | Прибытие* | Примечание | Тип поезда      |
| --------------- | ------------------------- | --------- | ---------- | --------------- |
| Орёл — Ливны    | 10:25                     | 12:26     |            | Автомотриса АЧ2 |
| Орёл — Верховье | 20:33                     | 21:04     |            | Автомотриса АЧ2 |

- — время прибытия в пункт назначения.

## Пригородное сообщение (на Орёл)
По состоянию на 2022 год пригородное сообщение осуществляется по направлениям:
| Направление     | Отправление (на Залегощь) | Прибытие* | Примечание | Тип поезда      |
| --------------- | ------------------------- | --------- | ---------- | --------------- |
| Верховье — Орёл | 05:21                     | 07:12     |            | Автомотриса АЧ2 |
| Ливны — Орёл    | 17:21                     | 19:15     |            | Автомотриса АЧ2 |

- — время прибытия в пункт назначения.